# Milivoje Jovčić
Milivoje Jovčić (Belgrado, Serbia y Montenegro, 17 de enero de 1974) es un árbitro de baloncesto serbio, internacional de la FIBA.

## Trayectoria
Empezó a arbitrar profesionalmente en 1990, al ascender a la Liga Serbia. En 1995 fue nombrado árbitro internacional de la FIbA. Desde entonces ha participado en numerosos torneos:
Campeonato Europeo de Baloncesto Masculino de 2005, Euroliga, Copa Mundial de Baloncesto Femenino 2002, Juegos Olímpicos de Sídney 2000, Copa Ronchetti 1996.

## Temporadas
| Categoría   | País   | Año               |
| ----------- | ------ | ----------------- |
| Liga Serbia | Serbia | 1990 - Actualidad |
| FIBA        | Mundo  | 1995 - Actualidad |
| Euroliga    | Europa | 1995 - Actualidad |